# Eickstedt (Randowtal)
Eickstedt ist ein Ortsteil der Gemeinde Randowtal des Amtes Gramzow im Landkreis Uckermark in Brandenburg.

## Geographie
Der Ort liegt zehn Kilometer nordnordöstlich von Gramzow im Nordosten Brandenburgs. Das kleine Auen- oder Straßendorf besitzt eine typische lineare, Nord-Süd orientierte Form und wird von einer Durchgangsstraße mit dicht gereihten Gehöften geprägt. Die Nachbarorte sind Eickstedt Ausbau im Nordosten, Schmölln im Osten, Wollin im Südosten, Kleinow im Südwesten, Damme im Westen sowie Ziemkendorf im Nordwesten.
Der Ort befindet sich im Bereich der Grundmoränenplatte der Hauptvereisung des sogenannten Pommerschen Stadiums. Hier dominieren Geschiebe- und Tieflehme, Geschiebemergel mit unterschiedlichem Steingehalt sowie im Bereich der Feuchtniederung mächtige Auetone. Letztere tragen wegen des hohen Grundwasserstandes eine Moordecke. Auf der Geländekuppe im Ortskern steht in Folge von Wassererosion Geschiebemergel an, der den Standort als relativ sicheren Baugrund ausweist. Die vor Ort und im Umfeld vorhandenen Bodentypen sind ein Resultat der durch die jüngste Vergletscherungsphase der Weichsel-Kaltzeit während des Pommerschen Stadiums geschaffenen Oberflächenformen (einer der drei großen Eisvorstöße Brandenburger, Pommersches und Mecklenburger Stadium während der Weichsel-Kaltzeit; 16000–14800/14400 BP). Die rezenten Oberflächen im Ort und um das Gutshaus sind durch Oberflächenplanierungen und -aufträge stark überprägt.

## Geschichte
Die Ortsform entspricht einem Erstanlageschema des klassischen äußeren Landesausbaus. Sie verweist ebenso wie die auf den Ortsgründer (s. u.) und dessen Herkunft deutende patronymische Namensbildung auf eine der 161 Neugründungen in der Uckermark während der hochmittelalterlichen Ostsiedlung im späten 12. und 13. Jahrhundert. Zu dieser selbst liegen keine Quellen vor. Ein weiteres Indiz für eine planmäßige Neuanlage ist die große Gemarkungsfläche, deren Großgewannflure mit weit über 50 Hufen den eingewanderten Neusiedlern zugeordnet werden und einstige wirtschaftliche Potenz widerspiegeln. Gegenüber spätslawischen Siedlungen am Wasser wurde der Ort auf einer trockenen Hochfläche angelegt. Von diesem setzten sich in etwa mittlerer Dorflage westlich der Straßenachse das heutige Gutshaus auf einer kleinen, gering zur Feuchtniederung abfallenden Landzunge sowie der frühgotische Bau der Pfarrkirche des 13. Jahrhunderts aus Granitquadern mit einer westlich angebundenen Turmruine auf der mit annähernd 56 m ü. NHN höchsten Geländeerhebung ab.

### Kirche und Gut

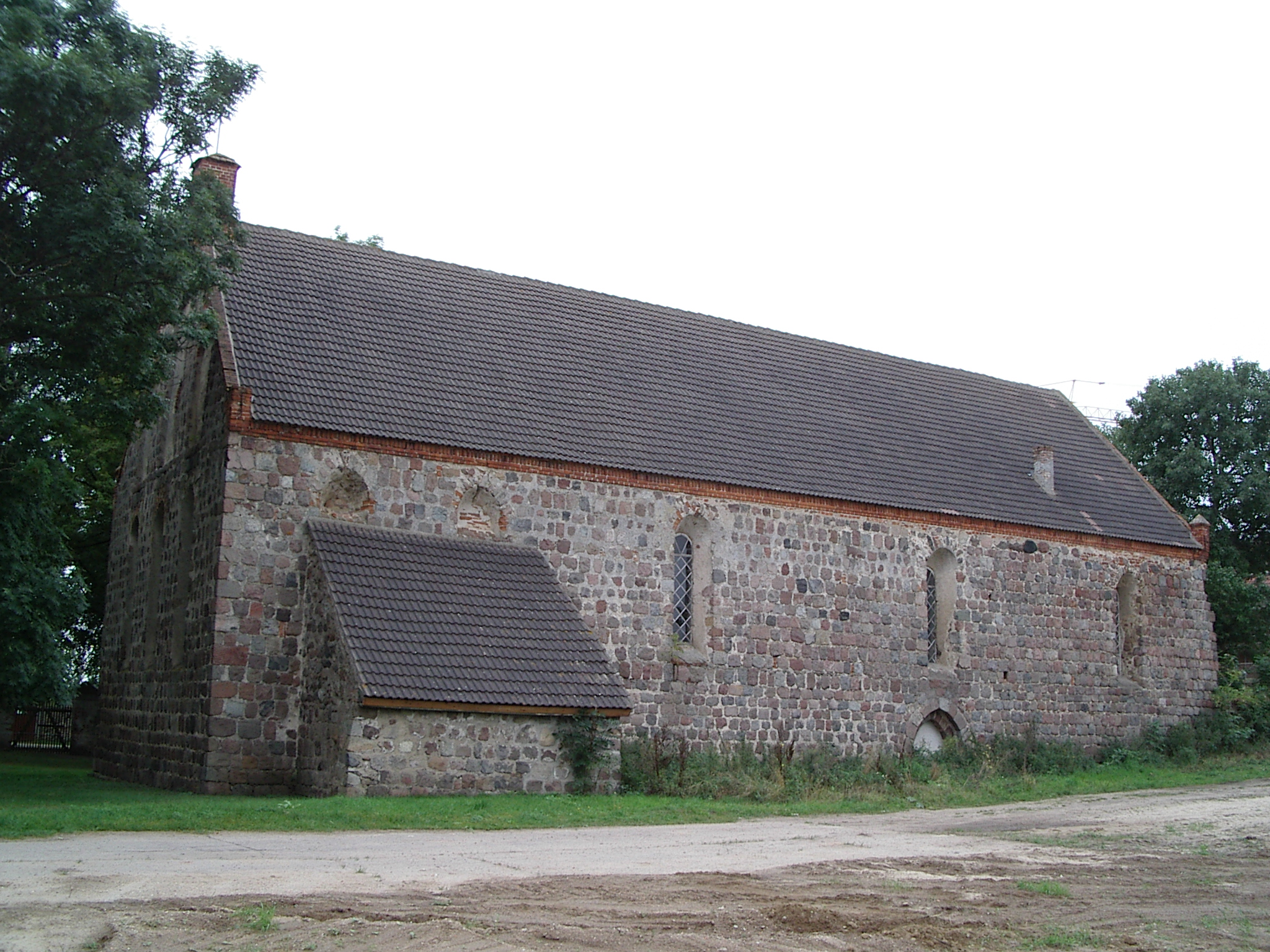
Ansicht der Kirche von Nordosten

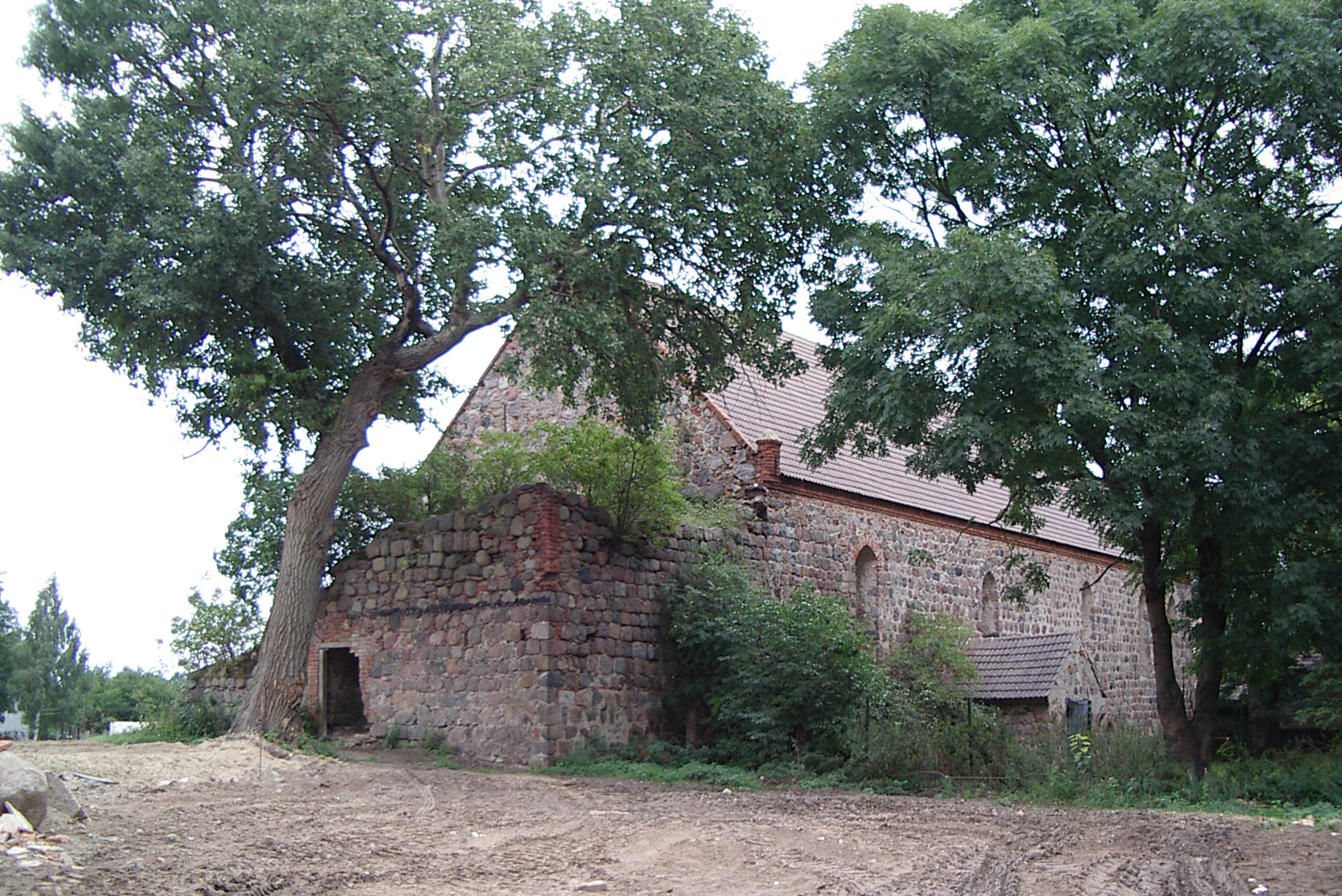
Ansicht der Kirche von Südwesten

Auf den ersten Blick bilden die einst im Erdgeschoss mit einem Tonnengewölbe versehene Turmruine und das gut erhaltene Beispiel einer lang gestreckten Rechtecksaalkirche eine Einheit. Beide Gebäude trennen jedoch Wechsel im Mauerwerksverband deutlich, trotzdem sie annähernd zeitgleich entstanden sein dürften. Besonders auffällig ist der räumlich enge Bezug des Turmes zum Gutshauskomplex. Hier liegt der Sonderfall vor, dass eine Pfarrei an einem Burgwardmittelpunkt lag und sogar eine bauliche Kombination einging. Die Etablierung mittelalterlicher befestigter Höfe mit integrierten (Pfarr-)Kirchen gilt als typisch sächsisches Phänomen, besonders, wenn man an die Kombination Wohnturm und Kirchenschiff denkt, wie sie in Eickstedt umgesetzt wurde. Offenbar ist mit dem Gebäudekomplex Turm-Kirche hier eine Bauweise zu fassen, die von sächsischen Einwanderern in die durch ihre Konzentration und Vielfalt unterschiedlicher Typen von Feldsteinkirchen bekannte Uckermark mitgebracht wurde. Oberirdisch nicht erhalten ist der dafür archäologisch nachgewiesene Herrensitz bzw. des Festen Hauses des 14. Jahrhunderts, welches wohl einen Vorgängerbau der Ortsgründungsphase ersetzte. Es handelte sich um einen mehrgeschossigen Rechteckbau, der sukzessive um Flügelanlagen erweitert wurde bis sich eine für das 16. Jahrhundert typische dreiflügelige Anlage ergab. Von einem Grabenwerk umgeben war diese dem mittelalterlichen Vorgänger eng verbunden.
Nach massiven, nur wenig obertägigen Bestand verschonenden Zerstörungen im Dreißigjährigen Krieg erfolgte der Neubau beziehungsweise die Neugestaltung des zeitweilig ruin gefallenen Festen Hauses zum zentralen Gutshaus, dass man in der zweiten Hälfte des 18. Jahrhunderts weiter umgestaltete. Der geschlossene Baukörper präsentiert sich daher als gestreckter Rechteckbau ohne Turm oder andere Addita und ähnelt mit seinen beiden repräsentativen Fassaden eher einem überdimensionierten bürgerlichen Haus mit Mansardendach. Der ebenfalls in Mitleidenschaft gezogene Turm an der Kirche blieb dagegen Ruine.

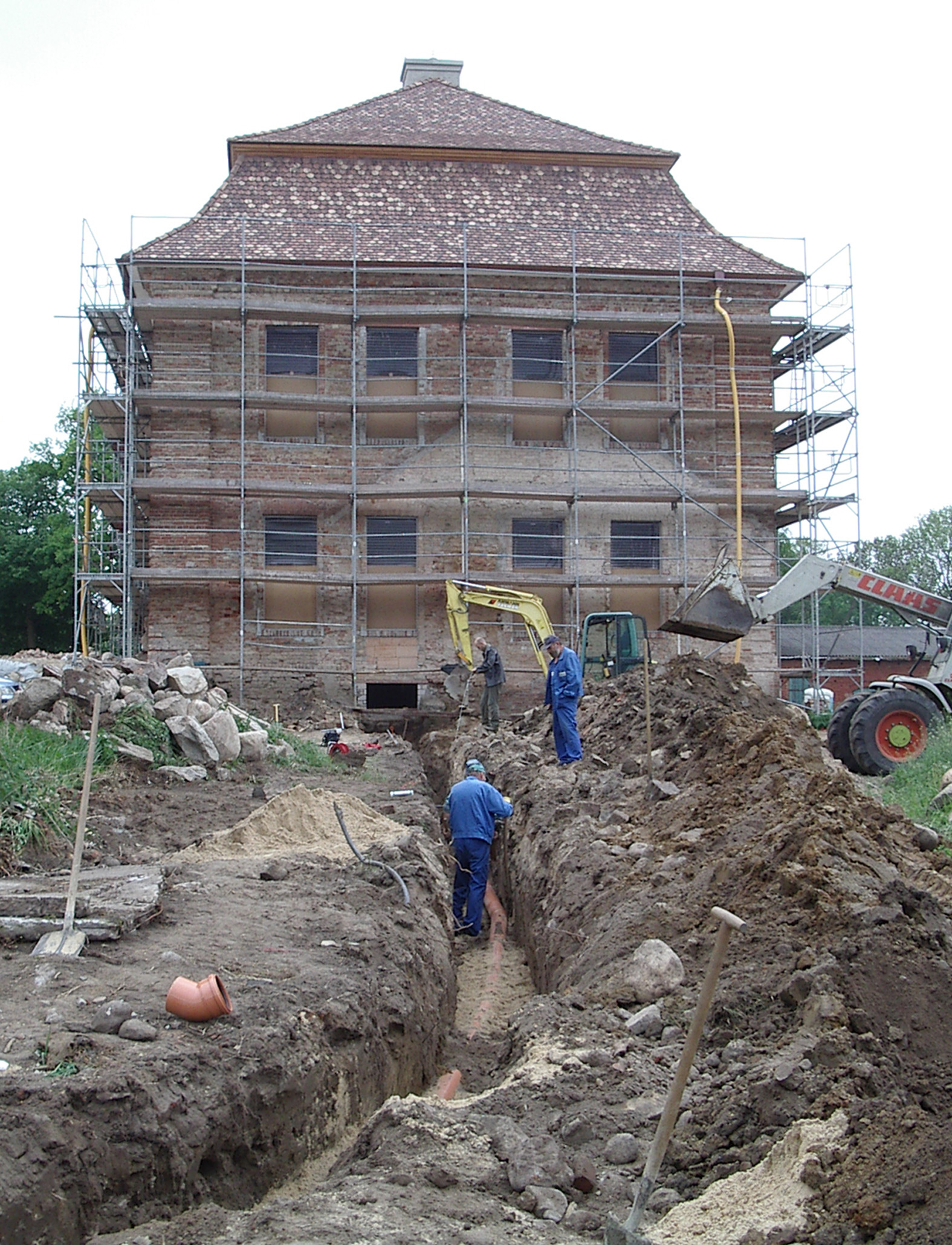
Gutshaus während der Sanierung 2006

### Historische Quellen zur mittelalterlichen Geschichte

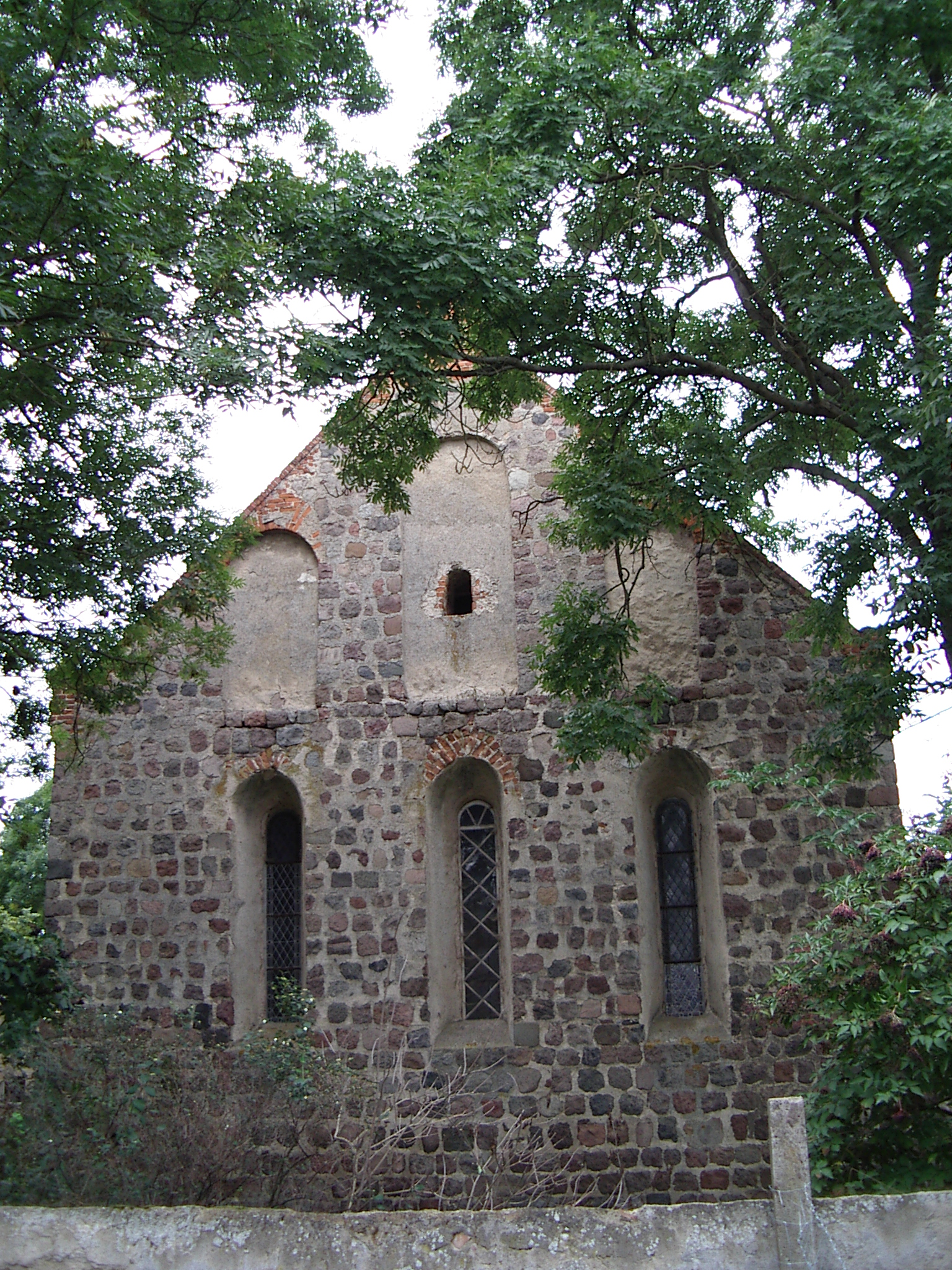
Ostgiebel der Kirche

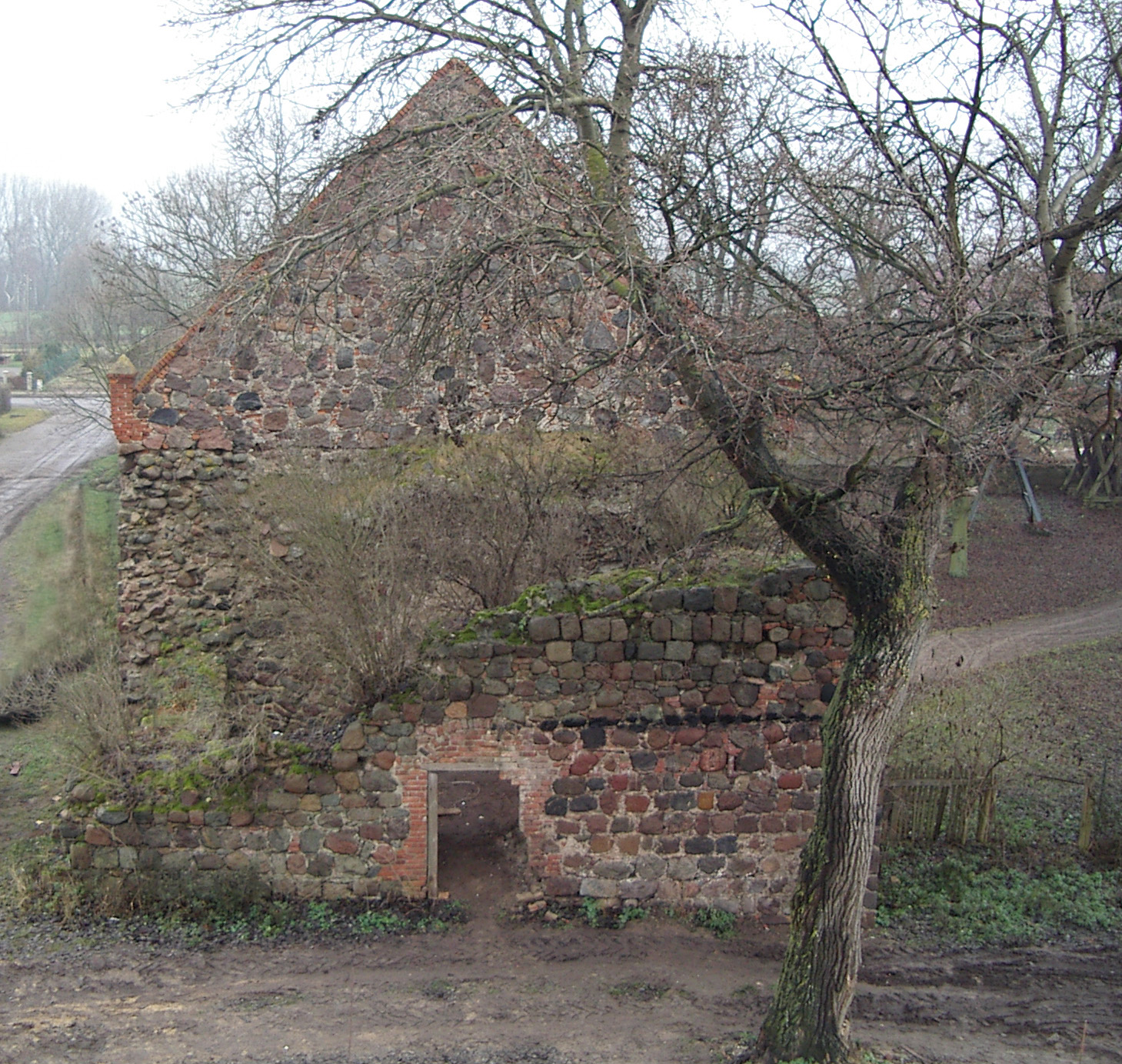
Turmruine westlich vor der Kirche auf dem Gut

Eine weitere Annäherung an die Geschichte Eickstedts ist über die gleichnamige Familie möglich. Die Stammlinie derer von Eickstedt führt sich auf Thiemo von Schrapelau, Edler Herr zu Querfurt/Thüringen, verheiratet mit der Gräfin Adelheid von Ballenstedt, und mit den urkundlichen Erwähnungen zwischen 1100 und 1130 bis in die erste Hälfte des 12. Jahrhunderts zurück. Die nicht unbeträchtliche Bedeutung des Familienzweiges in der Uckermark resultiert aus der Verschwägerung Thiemo von Schrapelaus mit dem Askanier Adalbertus/Albrecht dem Bären. Als Gründer Eickstedts gilt Thiemos Sohn Dubslaff I. (* vor 1100; † vor 1187). Er wird als naher Verwandter und milites deutscher Abstammung im Gefolge Albrechts in die Region gekommen und nach der Inbesitznahme Havelbergs um 1136 an der Unterwerfung der Slawen sowie der Machtfestigung und Etablierung der deutschen Kolonisten beteiligt gewesen sein. Für seine und die parallele Präsenz von Siedlern gibt es vor Ort bisher keinen archäologischen Nachweis. Kolonisten aus dem wettinischen Süden wurden in der Uckermark mit dem um 1200 angesetzten Beginn der Dorfgründungen bislang nur südlich der Welse lokalisiert. Zwar wird beim Bereich nördlich der Welse partiell bereits von einer deutschen Besiedlung unter den Pommern ausgegangen, die Eickstedter scheinen hier im letzten Viertel des 12. Jahrhunderts allerdings eine Ausnahmeerscheinung zu sein. Erst 1354 fiel der Ort für 117 Jahre zur Erbhuldigung an den Herzog von Pommern. Zudem tritt im unmittelbaren Anschluss einer der Söhne des vermeintlichen Ortgründers, Theodericus (* um 1140, urkundlich erwähnt 1162 und 1164), als Vater des Familienzweiges Haus Uckermark mit eigenem/zweiten Sitz in Eickstedt in Erscheinung. Erst Mitte des 13. Jahrhunderts war die ganze Uckermark fest in der Hand der Askanier, die sich nach dem Zug gegen die Wettiner und Magdeburger 1178/80 hier nicht konsolidiert hatten. Wirklich sicher vor Ort erwähnt ist nach Theodericus II. (* um 1185, urkundlich erwähnt 1204–1249) allerdings erst dessen Enkel Tidericus (* um 1225, urkundlich erwähnt 1272), gefolgt von Tydeke auf Eickstedt, Ziemkendorff und Damme (* um 1275, urkundlich erwähnt 1305–1345), Hans auf Eickstedt, Damme, Wollin und Ziemkendorf (* um 1330; † nach 1406), Heyne von Eickstedt († nach 1413), Jörg auf Eickstedt, Damme, Wollin und Ziemkendorf (* um 1390; † 1477, urkundlich erwähnt 1472) sowie Lange Jürg, Zabel und Jürg von Eickstedt (alle drei 1497 urkundlich erwähnt).
Zum Ort selbst liegt mit dem Dominus Fredericus de Ecstede/Friedrich I. auf Eickstedt (* um 1180; bereits zwischen 1236 und 1249 urkundlich in Erscheinung) aber erst für das Jahr 1271 eine Ersterwähnung vor. Trotzdem kann die Familie derer von Eickstedt neben lokalen Adelsgeschlechter des 13. Jahrhunderts als eine der wenigen bis in die erste Hälfte des 12. Jahrhunderts zurückverfolgt werden (s. o.). Lässt sich die Ortsgründung durch die Erwähnung der Häuser Eickstedt und Uckermark indirekt bereits für das 12. Jahrhundert annehmen, so ist gleichzeitig bereits von mehreren Ritter-/Ganerbensitzen in Eickstedt auszugehen. Der topographisch am vorteilhaftesten gelegene Standort des heutigen Gutshofes ist am ehesten dem Haus Uckermark zuzuschreiben, das sich als frühzeitiger Parteigänger der Zollern den Einfluss in der Region sicherte. Als Vater dieses Zweiges lässt sich bereits einer der Söhne des vermeintlichen Ortgründers Dubslaff I., Theodericus I. (* um 1140, urkundlich erwähnt 1162 & 1164), vermutlich mit eigenem/zweiten Sitz in Eickstedt lokalisieren.